# Cuencas costeras e islas entre río Hollemberg y laguna Blanca
Las cuencas costeras e islas entre río Hollemberg y laguna Blanca son el espacio natural formado por varias cuencas contiguas de régimen pluvial ubicadas en la Región de Magallanes y la Antártica Chilena y que la Dirección General de Aguas reúne en el ítem 124 del inventario BNA de cuencas de Chile.

## Límites y relieve

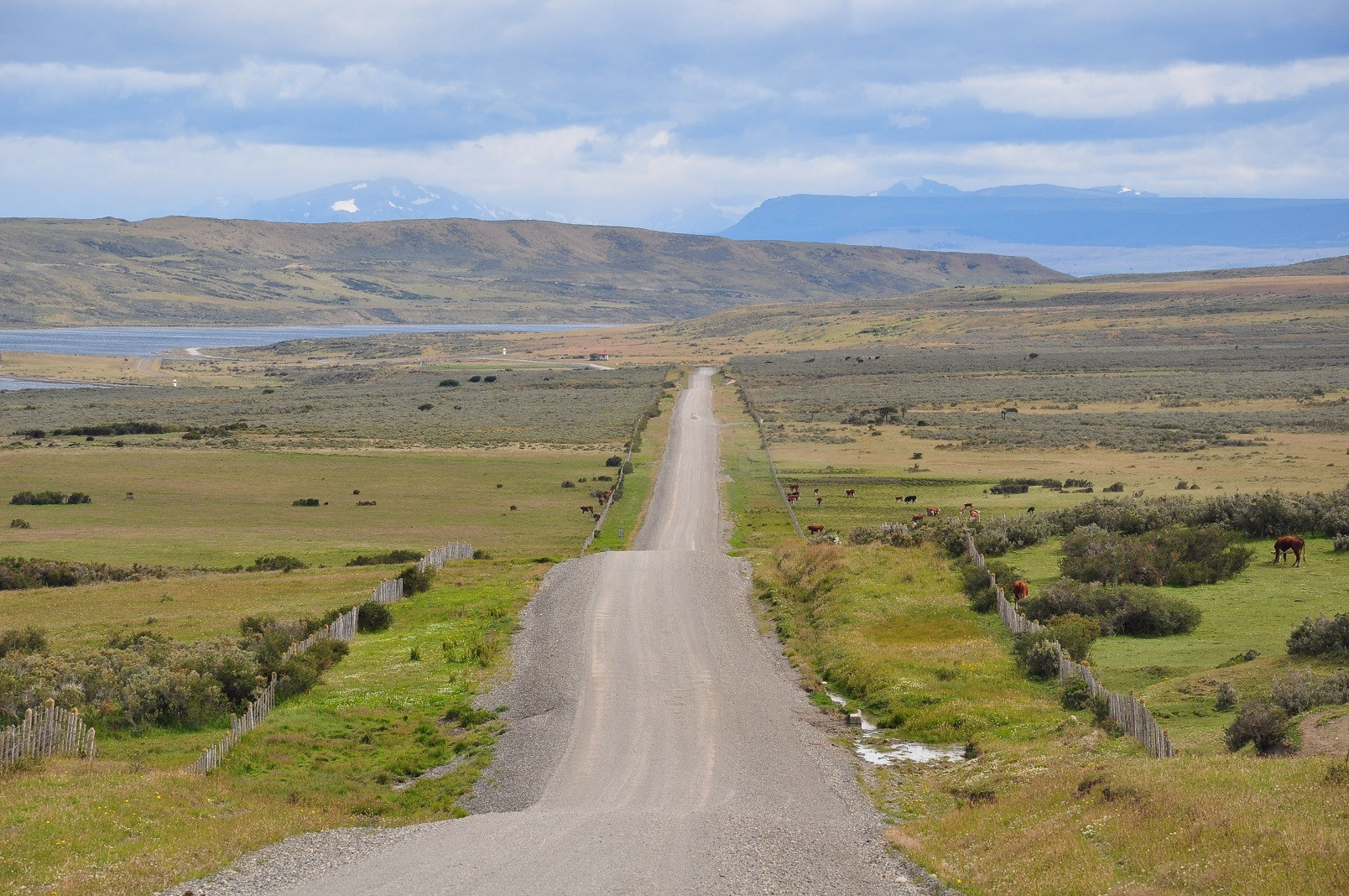
Ruta Y-50 a unos 70 km al norte de Punta Arenas, en dirección a la Comuna de Río Verde. A la izquierda está el canal Fitz Roy, con la isla Riesco al otro lado.

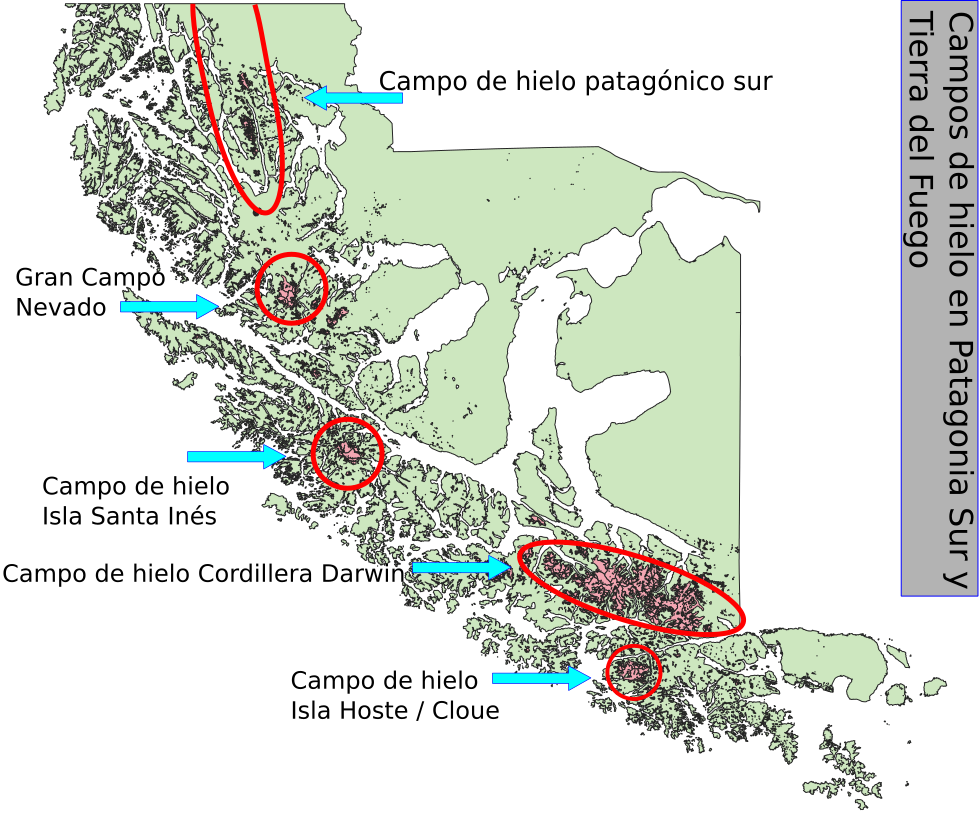
En las cuencas esta emplazado el Gran Campo Nevado, un campo de hielo.

Las cuencas limitan al norte, separadas por el golfo Almirante Montt, con las cuencas costeras entre seno Andrew, río Hollemberg e islas al oriente (122), al este con los formativos de la cuenca del río Gallegos, tanto en Chile (Cuencas vertientes del Atlántico) como en Argentina (Río Turbio (Santa Cruz)), al sur, separadas por el seno Otway, con las cuencas costeras entre laguna Blanca, seno Otway, canal Jerónimo y estrecho Magallanes (125).

## Población
El sistema de información y monitoreo de biodiversidad del Ministerio del Medio Ambiente de Chile señala la siguiente distribución de la superficie de la cuenca entre las comunas (el porcentaje es de la cuenca):
| Región                               | Provincia        | Comuna        | Hectáreas     | Porcentaje |
| ------------------------------------ | ---------------- | ------------- | ------------- | ---------- |
| Magallanes y de la Antártica Chilena |                  |               | 1.477.585,361 | 71,5%      |
|                                      | Magallanes       |               | 892.131,997   | 43,17%     |
|                                      |                  | Punta Arenas  | 0,99          | < 0,1%     |
|                                      |                  | Laguna Blanca | 9.649,893     | 0,467%     |
|                                      |                  | Río Verde     | 882.481,114   | 42,703%    |
|                                      | Última Esperanza |               | 585.453,363   | 28,33%     |
|                                      |                  | Natales       | 585.453,363   | 28,33%     |

## Subdivisiones
La Dirección General de Aguas subdivide o reúne las cuencas de Chile acorde a las necesidades de estudio y gestión. Existen dos inventarios que han logrado ser aceptados como principales, el inventario de cuencas del Banco Nacional de Aguas (BNA) de 1978, de mayor uso, y el inventario de cuencas del Departamento de Administración de Recursos Hídricos (DARH) de 2014 de mejor cartografía que ha obligado a redefinir algunos límites, a veces con cambios mayores, pero también por algunas redefiniciones del concepto de subcuenca.
Bajo el BNA el código del ítem es 124 y con el DARH es 1203.
La subdivisión del BNA es como sigue:
| Cuenca                                                           | Subcuenca | Subsubcuenca | Aguas                                                                                  | Área drenaje km² | Observaciones |
| ---------------------------------------------------------------- | --------- | ------------ | -------------------------------------------------------------------------------------- | ---------------- | ------------- |
| 124 Costeras e islas entre Río Hollemberg y Laguna Blanca (mapa) |           |              |                                                                                        |                  |               |
| 124                                                              | 1240      | 12400        | Río Hollemberg                                                                         | 1105             |               |
| 124                                                              | 1240      | 12401        | Costeras entre Río Hollemberg y Río Golondrina                                         | 402              |               |
| 124                                                              | 1240      | 12402        | Río Golondrina                                                                         | 342              |               |
| 124                                                              | 1240      | 12403        | Costeras entre Río Golondrina y Río Blanco                                             | 173              |               |
| 124                                                              | 1240      | 12404        | Río Blanco                                                                             | 156              |               |
| 124                                                              | 1240      | 12405        | Costeras entre Río Blanco y fiordo Sin Nombre                                          | 167              |               |
| 124                                                              | 1240      | 12406        | Costeras Entre Fiordo Sin Nombre y Península Muñoz Gamero                              | 206              |               |
| 124                                                              | 1241      | 12410        | Costeras Entre Fiordo Obstruccion Hasta Península Barros Arana                         | 862              |               |
| 124                                                              | 1241      | 12411        | Península Barros Arana                                                                 | 455              |               |
| 124                                                              | 1241      | 12412        | Costeras Entre Península Barros Arana y Vicuña Mackena                                 | 448              |               |
| 124                                                              | 1241      | 12413        | Península Vicuña Mackenna e Isla Diego Portales                                        | 558              |               |
| 124                                                              | 1241      | 12414        | Costeras Ancon sin salida                                                              | 681              |               |
| 124                                                              | 1241      | 12415        | Costeras Estrecho Smith Francisco Águila                                               | 507              |               |
| 124                                                              | 1241      | 12416        | Costeras Entre Francisco Águila Hasta Canal Sweet                                      | 653              |               |
| 124                                                              | 1241      | 12417        | Costeras Lago Muñoz Gamero y Estrecho Excelsior                                        | 402              |               |
| 124                                                              | 1241      | 12418        | Islas Caldera y Zanartu                                                                | 91               |               |
| 124                                                              | 1242      | 12420        | Península Entre Fiordo de los Ventisqueros y Canal Gajardo                             | 399              |               |
| 124                                                              | 1242      | 12421        | Península entre Fiordo de los Ventisqueros y Lago Muñoz Gamero                         | 523              |               |
| 124                                                              | 1242      | 12422        | Península entre Canal Sweet y Fiordo Northbrook                                        | 501              |               |
| 124                                                              | 1242      | 12423        | Costeras Entre Fiordo Portaluppi y Angostura de los Témpanos                           | 382              |               |
| 124                                                              | 1242      | 12424        | Península Muñoz Gamero (Al S Estrecho Excelsior)                                       | 437              |               |
| 124                                                              | 1242      | 12425        | Costeras Canal Sweet y Lago Muñoz Gamero                                               | 265              |               |
| 124                                                              | 1243      | 12430        | Islas Figueroa, Providencia, Tamar y otras                                             | 846              |               |
| 124                                                              | 1244      | 12440        | Costeras Seno Skyring Entre Canal Fitz Roy y Punta Adelaida                            | 693              |               |
| 124                                                              | 1244      | 12441        | Costeras Canal Bertran Entre Punta Adelaida y Fiordo Riquelme                          | 376              |               |
| 124                                                              | 1244      | 12442        | Costeras Canales Contreras y Gajardo Entre Fiordo Riquelme y Angostura de los Témpanos | 644              |               |
| 124                                                              | 1244      | 12443        | Costeras Canal Gajardo Entre Angostura de los Témpanos y Punta Guacolda                | 313              |               |
| 124                                                              | 1244      | 12444        | Costeras entre Punta Guacolda y Península Cordova                                      | 366              |               |
| 124                                                              | 1244      | 12445        | Península Cordova                                                                      | 1251             |               |
| 124                                                              | 1244      | 12446        | Costeras Canal San Jerónimo Entre Fiordo Cóndor y Fiordo Bending                       | 382              |               |
| 124                                                              | 1244      | 12447        | Costeras entre fiordo Bending y Punta Pichintun                                        | 882              |               |
| 124                                                              | 1244      | 12448        | Costeras Seno Otway Entre Punta Pichintun y Río Grande (Incluido)                      | 1289             |               |
| 124                                                              | 1244      | 12449        | Costeras Entre Río Grande y Canal Fitz Roy (Incluido)                                  | 980              |               |
| 124                                                              | 1245      | 12450        | Costeras Entre Península Muñoz Gamero y Fiordo La Pera                                 | 313              |               |
| 124                                                              | 1245      | 12451        | Costeras Entre Fiordo La Pera y Río Pinto (Incluido)                                   | 1157             |               |
| 124                                                              | 1245      | 12452        | Costeras Entre Río Pinto y Río Pérez (Incluido)                                        | 546              |               |
| 124                                                              | 1245      | 12453        | Costeras entre Río Pérez y Río Chorrillo el Salto                                      | 320              |               |
| 124                                                              | 1245      | 12454        | Costeras Entre Río Chorrillo El Salto (Incluido) y Seno Otway (Canal Fitz Roy)         | 597              |               |
| total:                                                           | 6         | 38           | Región: XII (100%) / Tipo: Exorreica / Desemb.: O. Pacífico                            | 20670            |               |

La disposición de cuencas en el inventario DARH es la siguiente:
| Código        | Nombre                                                               | Código en mapa                                       | Tipología de cuenca                                  | Vertiente de cuenca                                  | Origen de cuenca                                     | Temperatura media anual (C°)                         | Temperatura máxima (C°)                              | Temperatura mínima (C°)                              | Precipitación anual (mm)                             | Número de estaciones fluviométricas                  | Número de estaciones pluviométricas                  | Área (km²)                                           |
| ------------- | -------------------------------------------------------------------- | ---------------------------------------------------- | ---------------------------------------------------- | ---------------------------------------------------- | ---------------------------------------------------- | ---------------------------------------------------- | ---------------------------------------------------- | ---------------------------------------------------- | ---------------------------------------------------- | ---------------------------------------------------- | ---------------------------------------------------- | ---------------------------------------------------- |
| 1202          | Cuencas Costeras entre Seno Andrew y Punta Desengaño                 | Cuencas Costeras entre Seno Andrew y Punta Desengaño | Cuencas Costeras entre Seno Andrew y Punta Desengaño | Cuencas Costeras entre Seno Andrew y Punta Desengaño | Cuencas Costeras entre Seno Andrew y Punta Desengaño | Cuencas Costeras entre Seno Andrew y Punta Desengaño | Cuencas Costeras entre Seno Andrew y Punta Desengaño | Cuencas Costeras entre Seno Andrew y Punta Desengaño | Cuencas Costeras entre Seno Andrew y Punta Desengaño | Cuencas Costeras entre Seno Andrew y Punta Desengaño | Cuencas Costeras entre Seno Andrew y Punta Desengaño | Cuencas Costeras entre Seno Andrew y Punta Desengaño |
| 12020000      | Río Serrano                                                          | 34                                                   | Exorreica                                            | Pacífico                                             | Pluvial                                              | 5.8                                                  | 15.2                                                 | -2.5                                                 | 943.5                                                | 1                                                    | 1                                                    | 265.2                                                |
| 1202000000    | Lago del Toro                                                        | 35                                                   | Exorreica                                            | Pacífico                                             | Pluvial                                              | 5.9                                                  | 15.9                                                 | -2.9                                                 | 647.3                                                | 2                                                    | 3                                                    | 721.9                                                |
| 12020000000   | Lagos Nordenkjold, Pehoe y Río Paine en Desembocadura                | 36                                                   | Exorreica                                            | Pacífico                                             | Pluvial                                              | 4.8                                                  | 14.3                                                 | -3.7                                                 | 894.7                                                | 2                                                    | 2                                                    | 339.1                                                |
| 120200000000  | Lago Sarmiento                                                       | 37                                                   | Exorreica                                            | Pacífico                                             | Pluvial                                              | 6.1                                                  | 16.0                                                 | -2.9                                                 | 616.8                                                | 1                                                    | 1                                                    | 364.9                                                |
| 120200000001  | Río Paine                                                            | 38                                                   | Exorreica                                            | Pacífico                                             | Pluvial                                              | 5.1                                                  | 14.9                                                 | -3.6                                                 | 770.5                                                | 4                                                    | 3                                                    | 360.0                                                |
| 1202000000010 | Ventisquero                                                          | 0                                                    | Exorreica                                            | Pacífico                                             | Pluvial                                              | 3.0                                                  | 12.3                                                 | -5.2                                                 | 1121.2                                               | 0                                                    | 1                                                    | 351.8                                                |
| 12020000001   | Río de las Chinas entre junta con Río Baguales y Lago del Toro       | 39                                                   | Exorreica                                            | Pacífico                                             | PluvioNival                                          | 6.5                                                  | 16.9                                                 | -2.8                                                 | 400.5                                                | 4                                                    | 1                                                    | 775.2                                                |
| 120200000010  | Río de las Chinas en junta Río Baguales                              | 40                                                   | Exorreica                                            | Pacífico                                             | PluvioNival                                          | 4.2                                                  | 14.3                                                 | -4.9                                                 | 509.5                                                | 3                                                    | 2                                                    | 3215.0                                               |
| 12020000002   | Río Tres Pasos                                                       | 41                                                   | Exorreica                                            | Pacífico                                             | Pluvial                                              | 5.3                                                  | 15.5                                                 | -3.9                                                 | 476.0                                                | 2                                                    | 0                                                    | 600.6                                                |
| 1202000001    | Glaciar Serrano                                                      | 42                                                   | Exorreica                                            | Pacífico                                             | Pluvial                                              | 4.5                                                  | 13.3                                                 | -3.3                                                 | 1302.0                                               | 0                                                    | 0                                                    | 190.2                                                |
| 1202000002    | Río de Grey                                                          | 43                                                   | Exorreica                                            | Pacífico                                             | Pluvial                                              | 3.4                                                  | 12.4                                                 | -4.6                                                 | 1264.0                                               | 2                                                    | 1                                                    | 943.7                                                |
| 1202000003    | Río Tindalt                                                          | 44                                                   | Exorreica                                            | Pacífico                                             | Pluvial                                              | 4.2                                                  | 13.1                                                 | -3.6                                                 | 1343.2                                               | 0                                                    | 0                                                    | 556.3                                                |
| 120201        | Costeras entre Seno Andrew y Fiordo Calvo                            | 0                                                    | Exorreica                                            | Pacífico                                             | Pluvial                                              | 2.1                                                  | 10.9                                                 | -5.6                                                 | 1548.7                                               | 0                                                    | 0                                                    | 712.5                                                |
| 120202        | Costeras entre Fiordo Calvo y Fiordo Peel                            | 0                                                    | Exorreica                                            | Pacífico                                             | Pluvial                                              | 3.0                                                  | 11.5                                                 | -4.4                                                 | 1761.0                                               | 0                                                    | 0                                                    | 892.1                                                |
| 12020300      | Costeras entre Fiordo Peel y Península Santa Inés                    | 45                                                   | Exorreica                                            | Pacífico                                             | Pluvial                                              | 4.8                                                  | 13.1                                                 | -2.5                                                 | 1780.9                                               | 0                                                    | 0                                                    | 1218.4                                               |
| 12020301      | Isla Owen                                                            | 46                                                   | Exorreica                                            | Pacífico                                             | Pluvial                                              | 6.4                                                  | 14.2                                                 | -0.5                                                 | 2088.5                                               | 0                                                    | 0                                                    | 123.7                                                |
| 12020302      | Isla Evans                                                           | 47                                                   | Exorreica                                            | Pacífico                                             | Pluvial                                              | 6.2                                                  | 13.5                                                 | -0.3                                                 | 2460.5                                               | 0                                                    | 0                                                    | 169.7                                                |
| 120204        | Península entre Fiordo Peel y Paso Stewart                           | 0                                                    | Exorreica                                            | Pacífico                                             | Pluvial                                              | 6.1                                                  | 13.7                                                 | -0.6                                                 | 2436.7                                               | 0                                                    | 0                                                    | 853.3                                                |
| 12020500      | Puerto Natales                                                       | 48                                                   | Exorreica                                            | Pacífico                                             | Pluvial                                              | 6.1                                                  | 16.5                                                 | -3.1                                                 | 422.4                                                | 0                                                    | 1                                                    | 273.8                                                |
| 12020501      | Puerto Cóndor                                                        | 49                                                   | Exorreica                                            | Pacífico                                             | Pluvial                                              | 5.5                                                  | 15.7                                                 | -3.5                                                 | 537.8                                                | 1                                                    | 0                                                    | 361.3                                                |
| 12020502      | Costeras entre Río Serrano y Río Prat Chico                          | 50                                                   | Exorreica                                            | Pacífico                                             | Pluvial                                              | 3.6                                                  | 13.2                                                 | -4.8                                                 | 885.2                                                | 0                                                    | 0                                                    | 250.3                                                |
| 12020600      | Costeras del Seno Última Esperanza de la Península Antonio Varas     | 51                                                   | Exorreica                                            | Pacífico                                             | Pluvial                                              | 4.5                                                  | 14.1                                                 | -4.0                                                 | 788.3                                                | 0                                                    | 0                                                    | 618.3                                                |
| 12020601      | Costeras del Fiordo Worseley de la Península Antonio Varas           | 52                                                   | Exorreica                                            | Pacífico                                             | Pluvial                                              | 5.3                                                  | 14.3                                                 | -2.6                                                 | 1149.2                                               | 0                                                    | 0                                                    | 214.2                                                |
| 12020602      | Costeras del seno Última Esperanza entre Fiordo Eregcano y Lago Azul | 53                                                   | Exorreica                                            | Pacífico                                             | Pluvial                                              | 4.7                                                  | 13.7                                                 | -3.2                                                 | 1237.5                                               | 0                                                    | 0                                                    | 204.1                                                |
| 12020603      | Costeras entre Laguna azul y Río Serrano                             | 54                                                   | Exorreica                                            | Pacífico                                             | Pluvial                                              | 4.1                                                  | 12.8                                                 | -3.6                                                 | 1315.3                                               | 0                                                    | 0                                                    | 163.0                                                |
| 12020700      | Península Cerros Concha Subercaseaux                                 | 55                                                   | Exorreica                                            | Pacífico                                             | Pluvial                                              | 5.1                                                  | 14.3                                                 | -2.8                                                 | 1152.2                                               | 0                                                    | 0                                                    | 125.2                                                |
| 12020701      | Península Roca al norte del Fiordo Resi                              | 56                                                   | Exorreica                                            | Pacífico                                             | Pluvial                                              | 4.8                                                  | 13.7                                                 | -2.9                                                 | 1319.9                                               | 0                                                    | 0                                                    | 423.1                                                |
| 12020702      | Península Cordillera Riesco                                          | 57                                                   | Exorreica                                            | Pacífico                                             | Pluvial                                              | 4.8                                                  | 13.4                                                 | -2.8                                                 | 1444.4                                               | 0                                                    | 0                                                    | 171.8                                                |
| 120208        | Cordillera Sarmiento                                                 | 0                                                    | Exorreica                                            | Pacífico                                             | Pluvial                                              | 4.8                                                  | 13.1                                                 | -2.5                                                 | 1718.2                                               | 0                                                    | 0                                                    | 1017.8                                               |
| 12020900      | Isla Young                                                           | 58                                                   | Exorreica                                            | Pacífico                                             | Pluvial                                              | 6.6                                                  | 14.5                                                 | -0.4                                                 | 1926.9                                               | 0                                                    | 0                                                    | 8.9                                                  |
| 12020901      | Península Santa Inés                                                 | 59                                                   | Exorreica                                            | Pacífico                                             | Pluvial                                              | 6.0                                                  | 13.8                                                 | -0.8                                                 | 2107.0                                               | 0                                                    | 0                                                    | 567.4                                                |
| 12020902      | Isla Carrington                                                      | 60                                                   | Exorreica                                            | Pacífico                                             | Pluvial                                              | 6.4                                                  | 13.9                                                 | -0.2                                                 | 2274.1                                               | 0                                                    | 0                                                    | 97.4                                                 |
| 12020903      | Isla Newton                                                          | 61                                                   | Exorreica                                            | Pacífico                                             | Pluvial                                              | 5.7                                                  | 13.2                                                 | -1.0                                                 | 2201.9                                               | 0                                                    | 0                                                    | 48.5                                                 |

## Hidrología

### Red hidrográfica
Los cuerpos de agua considerados en esta categoría son:

### Caudales y régimen
Con excepción del río de Las Chinas que tiene un origen nivopluvial, todos los cuerpos de agua tienen un régimen pluvial.

### Humedales
La página web del Ministerio del Medio Ambiente no registra humedales reconocidos en estas cuencas.

### Glaciares
El inventario público de glaciares de Chile 2022 registra en estas cuencas 1091 glaciares que cubren un área de 458,97 km² y se estima que almacenan 21,59 km³ de agua.

## Clima

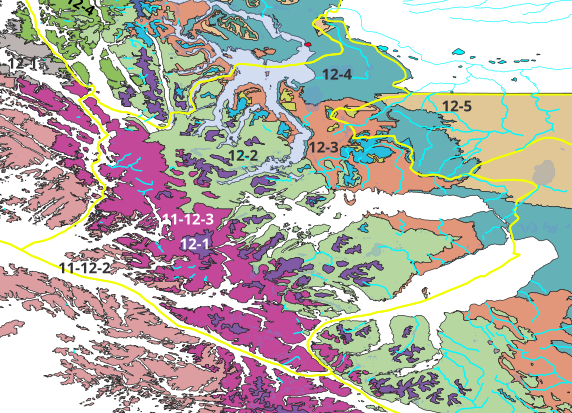
Distritos agroclimáticos en el ítem 124 del inventario BNA de cuencas según el Atlas agroclimatico de Chile. Las líneas amarillas son el límite de las cuencas o ítems.

El Atlas agroclimático de Chile distingue siete distritos climáticos en la cuenca:
- 11-12-2 Tundra (ET). La temperatura oscila entre un máximo de enero de 13,2 °C y un mínimo de julio de 1.8 °C. Tiene un promedio de 50 días consecutivos libres de heladas. En el año se registra un promedio de 71 heladas. El periodo de temperaturas favorables a la actividad vegetativa dura 0 meses. Registra anualmente 117 días grado y 1.800 horas de frío acumuladas hasta el 31 de Julio. La precipitación media anual es de 3.849 mm y un periodo seco de 0 meses, con un déficit hídrico de 0 mm/año. El período húmedo dura 12 meses durante los cuales se produce un excedente hídrico de 3.297 mm.
- 11-12-3 Tundra (ET). La temperatura oscila entre un máximo de enero de 13,5 °C y un mínimo de julio de 0,2 °C. Tiene un promedio de 0 días consecutivos libres de heladas. En el año se registra un promedio de 123 heladas. El periodo de temperaturas favorables a la actividad vegetativa dura 0 meses. Registra anualmente 112 días grado y 1.800 horas de frío acumuladas hasta el 31 de Julio. La precipitación media anual es de 3.072 mm y un periodo seco de 0 meses, con un déficit hídrico de 0 mm/año. El período húmedo dura 12 meses durante los cuales se produce un excedente hídrico de 2.418 mm.
- 12-1 Tundra (ET). La temperatura oscila entre un máximo de enero de 8 °C y un mínimo de julio de -0.6 °C. Tiene un promedio de 0 días consecutivos libres de heladas. En el año se registra un promedio de 239 heladas. El periodo de temperaturas favorables a la actividad vegetativa dura 0 meses. Registra anualmente 9 días grado y 1.800 horas de frío acumuladas hasta el 31 de Julio. La precipitación media anual es de 3.055 mm y un periodo seco de 0 meses, con un déficit hídrico de 0 mm/año. El período húmedo dura 12 meses durante los cuales se produce un excedente hídrico de 2.488 mm.
- 12-2 Tundra (ET). La temperatura oscila entre un máximo de enero de 12,7 °C y un mínimo de julio de -0,2 °C. Tiene un promedio de 0 días consecutivos libres de heladas. En el año se registra un promedio de 137 heladas. El periodo de temperaturas favorables a la actividad vegetativa dura 0 meses. Registra anualmente 84 días grado y 1.800 horas de frio acumuladas hasta el 31 de Julio. La precipitación media anual es de 1.787 mm y un periodo seco de 0 meses, con un déficit hídrico de 0 mm/año. El período húmedo dura 12 meses durante los cuales se produce un excedente hídrico de 1.137 mm.
- 12-3 Tundra (ET). La temperatura oscila entre un máximo de enero de 13,6 °C y un mínimo de julio de -0,7 °C. Tiene un promedio de 0 días consecutivos libres de heladas. En el año se registra un promedio de 139 heladas. El periodo de temperaturas favorables a la actividad vegetativa dura 0 meses. Registra anualmente 113 días grado y 1.800 horas de frío acumuladas hasta el 31 de Julio. La precipitación media anual es de 953 mm y un periodo seco de 0 meses, con un déficit hídrico de 17 mm/año. El período húmedo dura 10 meses durante los cuales se produce un excedente hídrico de 245 mm.
- 12-4 Estepa fría con régimen de humedad sub húmedo húmedo (BSkShh). La temperatura oscila entre un máximo de enero de 15,7 °C y un mínimo de julio de -1,4 °C. Tiene un promedio de 58 días consecutivos libres de heladas. En el año se registra un promedio de 137 heladas. El periodo de temperaturas favorables a la actividad vegetativa dura 3 meses. Registra anualmente 207 días grado y 1.800 horas de frio acumuladas hasta el 31 de Julio. La precipitación media anual es de 444 mm y un periodo seco de 4 meses, con un déficit hídrico de 378 mm/año. El período húmedo dura 1 mes durante los cuales se produce un excedente hídrico de 0 mm.
- 12-5 Estepa fría con régimen de humedad semiárido (BSkSa). La temperatura oscila entre un máximo de enero de 15,6 °C y un mínimo de julio de -2,6 °C. Tiene un promedio de 54 días consecutivos libres de heladas. En el año se registra un promedio de 162 heladas. El periodo de temperaturas favorables a la actividad vegetativa dura 1 mes. Registra anualmente 199 días grado y 1.800 horas de frío acumuladas hasta el 31 de Julio. La precipitación media anual es de 341 mm y un periodo seco de 7 meses, con un déficit hídrico de 472 mm/año. El período húmedo dura 0 meses durante los cuales se produce un excedente hídrico de 0 mm.

Diagrama Walter Lieth para la península Muñoz Gamero en la Región de magallanes y la Antártica Chilena.

Los diagramas Walter Lieth muestran con un área azul los periodos en que las precipitaciones sobrepasan la cantidad de agua que el calor del sol evapora en el mismo lapso de tiempo, (un promedio de 10 °C mensuales evaporan 20 mm de agua caída) dejando un clima húmedo. Por el contrario, las zonas amarillas indican que durante ese tiempo el agua caída puede ser evaporada por el calor del sol. El área gris señala meses muy húmedos.